# Совет министерств Сан-Томе и Принсипи
Совет министров Сан-Томе и Принсипи состоит из 13 человек, назначаемых президентом по рекомендации премьер-министра.
Совет министров возглавляется премьер-министром и подчиняется президенту и Национальной ассамблее.